# Bembecia vulcanica
Bembecia vulcanica is een vlinder uit de familie wespvlinders (Sesiidae), onderfamilie Sesiinae.
Bembecia vulcanica is voor het eerst wetenschappelijk beschreven door Pinker in 1969. De soort komt voor in het Palearctisch gebied.